# Marinhas
Marinhas ist ein Ort und eine ehemalige Gemeinde (Freguesia) im Norden Portugals.

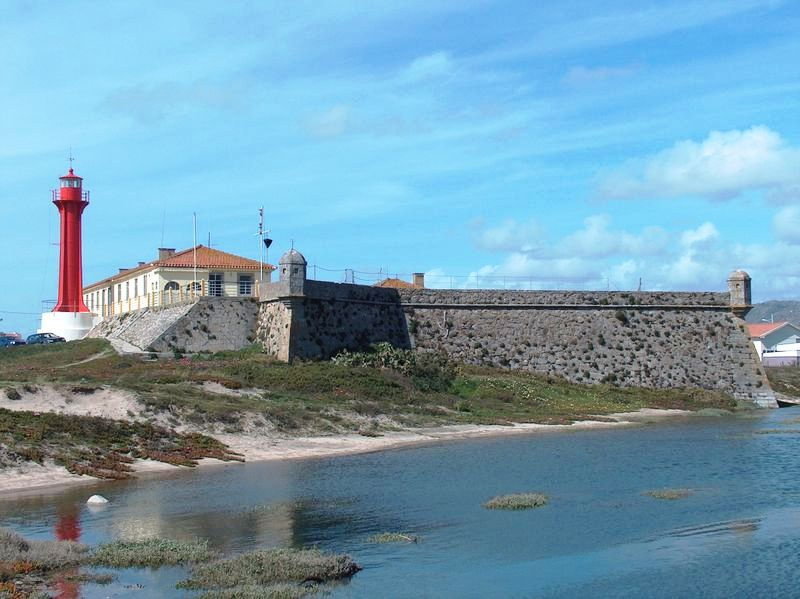
Forte de São João Baptista de Esposende in Marinhas

Marinhas gehört zum Kreis und zur Stadt Esposende im Distrikt Braga. Die Gemeinde hatte eine Fläche von 10,4 km² und 6204 Einwohner (Stand 30. Juni 2011).
Am 29. September 2013 wurden die Gemeinden Marinhas, Gandra und Esposende zur neuen Gemeinde União das Freguesias de Esposende, Marinhas e Gandra zusammengeschlossen.

## Bauwerke
- Farol de Esposende
- Forte de São João Baptista de Esposende